# Тајланд
Тајланд (тај. ประเทศไทย), или званично Краљевина Тајланд (тај. ราชอาณาจักรไทย), држава је у југоисточној Азији. Пре 1939. ова држава се звала Сијам која је настала 1782. На југу излази на Тајландски залив, део Јужног кинеског мора. Граничи се на западу са Мјанмаром, на северу и истоку са Лаосом, на истоку са Камбоџом и на југу са Малезијом.
Тајланд је монархија на челу које је био краљ Бумибол Адуљадеј, Рама IX, а њиме је после управља војна хунта која је преузела власт маја 2014. Краљ је девети монарх из Чакри династије, и владао од 1946, те је био најдуже служећи шеф државе. Титуле краља Тајланда су шеф државе, шеф оружаних снага, присталица будизма, и бранитељ религија. Мада је конституциони систем успостављен 1932, монархија и оружане снаге су наставиле да врше периодичне интервенције у политици. Тајландски бат је национална валута Тајланда, док Банка Тајланда врши функцију централне банке у овој земљи са скоро 70 милиона становника.

## Географија
Са 513.120 km2 (198.120 sq mi), Тајланд је 51. земља по величини у свету. Он је нешто мало мањи од Јемена и мало већи од Шпаније. Тајланд својом обалом излази на два мора и на два океана, на Индијски океан и Тихи океан.
Тајланд је дом неколико различитих географских подручја, која деломично одговарају покрајинским групама. Север земље је планинска област Тајландско горје, где је највиша тачка Дои Интанон у Танон Тонг Чај ланцу са 2565 м надморске висине. Североисточно, Исан се састоји од Коратовог платоа, ограниченог на истоку Меконг. Центар земље доминира предоминантно равна долина реке Чао Праја, која се улива у Тајландски залив. Та долина са плодном равницом је језгро тајландске државе; овде живи већина становништва. Тајланду припада и северни део Малајског полуострва.
Јужни Тајланд се састоји од уског Кра Истмуса који се шири у Малајско полуострво. Политички, постоји шест географских региона који се међусобно разликују по популацији, основним ресурсима, природним својствима, и нивоу друштвеног и економског развоја. Разноврсност региона је најнаглашенији атрибут Тајландске физичке поставе.
Реке Чао Праја и Меконг су незамењиви водени токови руралног Тајланда. Реке и њихове притоке се користе за производњу усева на индустријској скали. Тајландски залив покрива 320.000 km² и у њега се уливају реке Чао Праја, Мае Клонг, Банг Паконг, и Тапи. Он доприноси туристичком сектору захваљујући његовим чистим плитким водама дуж обале у јужном региону и Кра Истмусу. Источна обала Тајландског залива је индустријски центар Тајланда са главном дубоководном луком краљевства у Сатахипу и најпрометнијом комерцијалном луком, Лам Чабанг.
Андаманско море је драгоцени природни ресурс у коме се налази велики број популарних и луксузних одмаралишта у Азији. Пукет, Краби, Ранонг, Пханг Нга, и Транг и друга острва сва леже дуж обала Андаманског мора. Она су упркос цунамија из 2004 туристички магнет за посетиоце из целог света.

Поново су се појавили планови за изградњу канала који би повезао Андаманско море и Тајландски залив, попут Суецког и Панамског канала. Идеја је наишла на позитивни пријем код Тајванских политичара јер би се тиме умањиле накнаде које наплаћује Сингапурска лука, побољшале везе са Кином и Индијом, скратило време транспорта, елиминисали пиратски напади у Малајском пролазу, и у сагласности је са намером Тајванске владе да земља постане логистичко седиште јужноисточне Азије. Тврди се да би канал побољшао економске прилике јужног Тајланда, које су у великој мери зависне од прихода од туризма, и то би такође променило структуру Тајванске економије. Канал би био огроман инжењерски пројекат и очекује се да би коштао УС $20–30 милијарди. Канал је изграђен касније, у Тајланду, пошто је пољопривредна земља, канали за наводњавање нису реткост, јер добар део становништва живи од пољопривреде.
- Северно од Тајланда
- Западни Тајланд
- Јужни Тајланд
- Североисточно од Тајланда

### Клима
У Тајланду преовладава тропска монсунска клима. На југу је влажна екваторијална клима. Кишовита сезона траје од јуна до октобра. У Бангкоку су регистроване просечне температуре између 20 и 32 °C у јануару и између 24 и 32 степена у августу. Због високе влажности ваздуха ниже температуре се тешко подносе. На северу је влажност ваздуха значајно мања, а клима блажа.
Југозападни монсуни који стижу између маја и јула (изузев на југу) сигнализују долазак кишне сезоне (руеду фон). Она траје до октобра и облаци редукују температуру. Влажност ваздуха у то време је висока. Новембар и децембар означавају долазак суве сезоне и ноћне температуре у пределима се великом надморском висином могу повремено да падну до нивоа благог мраза. Температуре почињу да се пењу у јануару.

### Дивље животиње
Слон је национални симбол Тајланда. Мада је било 100.000 припитомљених слонова у Тајланду 1850, популација слонова је пала на око 2.000. Зверокрадице су дуго ловиле слонове ради слоноваче, меса, и коже. Млади слонови су често хватани да би се користили као туристичке атракције или као радне животиње, мада је њихова употреба опала од када је влада забранила сечу дрва 1989. Сада има више слонова у заробљеништву него у дивљини, и еколошких активисти тврде да се слонови у заробљеништву често лоше третирају.
Криволов заштићених врста остаје велики проблем. Ловци су десетковали популације тигрова, леопарда, и других великих мачака због њихових вредних крзна. Многе животиње (укључујући тигрове, медведе, крокодиле, и краљевске кобре) се узгајају или лове због меса, која се сматра деликатесом, и ради њихових наводних лековитих својства. Иако је таква трговина незаконита, чувено Бангкошко тржиште Чатучак је још увек познато по продаји угрожених врста.
Пракса држања дивљих животиња као кућних љубимаца озбиљно угрожава неколико врста. Младунци животиња се обично хватају и продају, што често захтева убијање мајке. Једном у заточеништву и ван њиховог природног станишта, многи кућни љубимци умру или се не репродукују. Угрожене популације укључују азијског црног медведа, малајског сунчаног медведа, белоруког гибона, Hylobates pileatus и бинтуронга.

## Историја
Прво домаће краљевство било је Сукотаи које се почетком 13. века осамосталило од Кмерског царства. Теравада будизам проглашен је тада државном религијом. Од средине 14. века до 1767. доминирало је краљевство Ајутаја, а након пораза од бурманских снага тајландску државу је 1769. поново ујединио краљ Таксин. Његов генерал Чакри преузео је престо 1782. и основао династију из које потиче и данашњи краљ .
У доба колонијалних освајања европских сила у 19. веку Тајланд је успео очувати независност, иако се обично сматрао делом британске интересне сфере. Након државног удара 1932. постао је уставна монархија, а на власти су се углавном смењивале војне владе. Године 1939. тачније 23. јуна 1939. краљевина Сијам је променила име у краљевина Тајланд, што значи у преводу „земља слободних”. У доба Другог светског рата, Тајланд је желео да сачува неутралност која је трајала све до децембра 1941. године, након инвазије Јапана, на већи део Азије и југоисточне Азије. Јапанско царство је вршило велики притисак на тадашњу владу Тајланда, да омогући јапанским војним трупама на походе на тада британску Малају и Бурму, настојећи искористити слабост поражене Француске. Године 1940, због граничних спорова водио рат са вишијским снагама у Индокини. Сукоб је завршио тајландским поразом, али је Тајланд убрзо постао јапански савезник, па је његова територија кориштена у јапанским походима на Малају и Бурму. Око 5 569 тајландских војника је погинуло у Другом светском рату. Након капитулације Јапана године 1945. није окупиран због подршке САД, којима је био потребан поуздани антикомунистички савезник у југоисточној Азији. Након крвавих студентских немира 1970-их, у Тајланду су започеле политичке и економске реформе у смеру демократизације, где је најмање 2000 особа настрадало 1973. године. Током 1974. и 1975. па све до 1979. године, на хиљаде сељака и пољопривредника са севера Тајланда из провинција као Чијанг Мај је протестовало због ниских откупних цена пиринча и због диктатуре и неплаћеног рада. Тајланд се није мешао у оно што се дешавало у Камбоџи, која је у том тренутку била под окупацијом Црвених Кмера. 21 активиста је био брутално убијен и стрељан, а тајландска влада је то покушавала да прикрије. Политички стабилна цивилна влада формирана је 1992. Био је погођен Азијском финансијском кризом 1997. Валута је девалвирала више од два пута.
Тајланд је свој савез са САД потврдио учешћем у Рату против тероризма, али је и сам постао бојиште због исламистичке побуне на југу земље. Иако је успешно водио економију земље дугогодишњега председника владе Таксина Шинаватру су оптужили за подршку председнику Бушу, за неспособност да се обрачуна са герилом на југу и посебно за утају новца. Војска је искористила његово одсуство из земље, па је 2006. извршен војни пуч, у коме је срушена влада Таксина Шинаватре. На власт је дошла војна хунта, која је укинула устав и диктирала нови устав. Демократија је поново успостављена крајем 2007. Стална политичка криза одржавала се у земљи све до избора јула 2011. Априла 2010 избили су велики насилни протести опозиције, у којима је погинуло 87 људи, а рањено око 1.400 људи. Опозиција предвођена Шинаватрином сестром Јинглак Шинаватром убедљиво је победила на изборима одржаним јула 2011.

## Становништво
Већину становништва чине етнички Таи, чији је језик члан тајске језичке групе (сродан језику лао) и који су углавном будисти. Осим њих, у земљи живи и велик број Лаошана сконцентрисаних у североисточном делу земље. Бројна кинеска заједница има велики утицај у привредном животу земље. На северу живе планински народи, међу којима се истичу Хмонг и Карен. Са укупном површином од око 513.000 km², Тајланд је по величини 51. земља у свету. Такође је и 20. најнасељенија земља у свету, са око 69 милиона људи. Главни и највећи град је Бангкок, са више од 10 милиона становника, који је тајландски политички, комерцијални, индустријски и културни центар, остали значајнији градови су Патаја, Чијанг Мај, Сурин . Око 75–95% становништва су етнички Тајланђани, што обухвата четири главне регионалне групе: централни Тајланђани, североисточни Тајланђани (Кхон [Лао] Исан), северни Тајланђани (Кхон Муеанг); и јужни Тајланђани. Тајландски Кинези, са знатним кинеским наслеђем чине 14% популације, док Тајланђани са делимичним кинеским пореклом сачињавају до 40% популације. Тајландски Малајци представљају 3% становништва, док је остатак сачињен од Мона, Кмера и разних брдских племена. Званични језик у земљи је тајландски, а главна религија је будизам, коју практикује око 95% становништва.

### Религија и култура
Према последњем попису (2000) 95% Тајланђана су теравада будисти. Муслимани су друга највећа верска група (4,6%). Неке провинције и градови имају већинско муслиманско становништво нпр. Чампон. Хришћана (углавном католика) има око 0,75%. Познати тајландски глумац је Тони Џа, већина тајландских сликара и уметника су самоуки, нису школовани, већином су наивни уметници, који сликају слонове или праве фигуре од слонова, фигуре од дрвета и глине, природни пејзажи, мртва природа и слично. Земља има своју филмску индустрију, а нарочито су популарни филмови са борилачким вештинама, са тајландски боксом.

## Привреда
У последње три деценије тајландска привреда је забележила једну од највећих стопа раста на свету, са прекидом у доба азијске финансијске кризе 1997—1998. Извоз индустријских производа, посебно електронике, телефона, мотора и моторних делова, одеће и обуће, возила, машина, намештаја, хране, од чега Тајланд највише извози пиринач, чај, каучук, туну, свињетину, ананас, манго, какао, кафу, затим пластика и играчке чини око 60% БДП-а. Због јакога извоза Тајланд је брзо превладао економску кризу из 1998. Велики део становништва се бави риболовом. Све је важнији и туризам. БДП је у 2004. био 8.100 УСД по становнику, мерено по ППП-у. 2017. године, Тајланд је 25. економија света по бруто домаћем производу. Туристи троше новац на тајландску масажу и третмане лепоте у спа центрима и тајландским саунама и потроше 10% свога новца на сексуалне услуге, због тога Тајланд има неславну репутацију да је познат по борделима тј. по јавним кућама и по трансвеститима.
Тајланд је доживео брз економских раст између 1985 и 1996, поставши ново индустријализована земља и велики извозник. Тајланд је одмах после Индонезије, највећа економија у југоисточној Азији. Према проценама економиста, Тајланд би могао до 2030. године, могао да претекне Турску и Јужну Кореју по бруто домаћем производу, и да буде мећу 15 највећих економија света, да буде испред Италије, Шпаније, чак и Мексика. Тајланд је доживео велики економски процват у последњих 35 година, држава која је одавно изашла из економске транзиције, која је успешно прешла са лаке индустрије на тешку индустрију. Туризам и угоститељство у Тајланду су нарочито веома лукративни, доносе велику, брзу и лаку зараду, милиони туриста посете земљу због летовалишта као Патаја и острва Пукет, због добре и јефтине хране, смештаја и провода .
Тајланд у последњих 20 година, улаже у културу, у обнову будистичких и хиндуистичких храмова, као и у борбу против наркоманије, трговине дрогом, нелегалне проституције, као и рад на црно и запошљавање малолетника и деце у фабрикама. Корупција, која је присутна и на државном врху, и у влади, је нешто са чиме се Тајланд бори, многи политичари и тајкуни су завршили у затвору, док су неки у бекству, тајландске власти их траже, а неретко заврше и на међународној потерници. Становништво у Тајланду је младо, велики је проценат младог становништва, а од страних језика највише говоре енглески и кинески језик. Тајландска влада, слично попут владе НР Кине, даје субвенције у пољопривреди сељацима за узгој пиринча и стоке у руралним срединама. Тајланд је познат и као земља која улаже у екологију, заштиту животне средине, и биљних и животињских врста. Држава нарочито ради на очувању својих тропских шума на северу земље, бори се против недозвољене и илегалне сече шума на северу и у унутрашњости Тајланда. Велики број грађана одлази из неразвијених сеоских средина у веће градове или у Бангкок у потрази за бољим животом, образовањем и послом. Земља уме да се носи са елементарним непогодама, услед изливања река и поплава и јаких киша током монсуна који делимично дувају и долазе из Индије, али поплаве у Тајланду нису честе, као у околним земљама и у Бангладешу, суше су проблем током топлих сувих месеци. Национална авио компанија Тајланда је Тај ервејз интернашонал и једна је од најутицајнијих авио компанија у свету. Због свог положаја који Тајланд заузима у Азији, авионски летови ка Кини, Индији, Индонезији, Аустралији, Русији, су веома чести, као и транзитни летови, где путници преседају, па је међународни аеродром у Бангкоку због тога веома прометан, са великим гужвама и бројем путника. Друмски саобраћај у Тајланду је најлошије развијен, проблем представљају и одрони као и клизишта, услед јаких киша током кишне сезоне и недовољно добрих путева, па се у Тајланду у друмском саобраћају често користе велики џипови и камионети, нарочито у унутрашњости и на северу земље. 
Речни саобраћај је најразвијенији на рекама Меконг и Чао Праја, где речне пијаце нису реткост, на којима сељаци и мали пољопривредници продају воће, рибу и пиринач на чамцима и мањим бродовима. Крузери су на мору, веома популаран и присутан вид транспорта, како за стране туристе, тако и за домаће становништво када путују у време годишњих одмора. Бангкок је једини град који има подземну железницу или метро и брзе возове који олакшавају саобраћај. Туризам јесте претежно развијен на морској обали и острвима, али се туризам развија на северу земље, због нетакнутих тропских шума, чистих водопада и река, туристи могу нпр. да јашу, хране тајландске слонове, који умеју и да сликају. У АСЕАН, мећу којима је Тајланд држава чланица, Тајланд има најзначајније економске и трговинске односе са Индонезијом, Филипинима, Вијетнамом и Малезијом, док Тајланд помаже у економском развоју много сиромашнијим чланицама и у трговинској сарадњи са осталим државама чланицама ове организације као што су Лаос и Мјанмар. Поред тога, Тајланд је и држава чланица Светске трговинске организације, APEC, Међународног удружења за развој или IDA, Међународног монетарног фонда, Високог комесаријата за избеглице, Међународне хидрографске организације, Међународне организације за стандардизацију, Међународне банке за обнову и развој, Светске туристичке организације, Светске здравствене организације, Групе 77, Међународне финансијске корпорације, Интерпола, Организације за забрану хемијског оружја, Светске организације за интелектуалну својину, Покрета несврстаних, Интерпарламентарне уније, Унеска, Светске фондације за природу, Светског поштанског савеза, Удружења за заштиту животиња Пета и Орка, Удружења за борбу против и заштиту од сиде, Удружења за борбу против дијабетеса, Удружења за борбу против дечје експлоатације, Црвеног крста, Уједињених нација и других међународних и светских удружења и организација, у последњих тридесет година Тајланд веома активно учествује у многим међународним скуповима и организацијама, као и светским конференцијама и самитима. 
Интернет у Тајланду је цензурисан, али не толико у тој мери као у Кини, уклањају се било какви негативни коментари о Тајланду и о политици земље. У јавности, сем ако нисте на плажи, није дозвољено возити се на скутеру, шетати се наг до појаса, бити у јавном превозу наг или превише непримерено обучен, јер су грађани у метро улазили непримерено обучени. Туристи могу кривично да одговарају и да буду депортовани, јер су житељи имали проблема са тучама, алкохолисаним страним туристима и не треба се шалити са тајландском полицијом која је налазила дрогу код туриста било ради шверца, продаје или личне употребе исте. Море је веома загађено као што није био случај пре 50 година, када су се први велики хотели и туристичка насеља изградили, јер велики број туриста баца смеће на плажи и у море, као и хотели који су релативно близу изграђени поред морске обале. Тајландска влада је хтела да неким државама и њиховим грађанима, као нпр. Велика Британија, да им отежа добијање туристичких виза због недоличног понашања њихових грађана као туриста на одмору и да уопште смањи „превелики број туриста” којих је током 2017. било више од 35 милиона. Тајланд има значајне дипломатске односе и са источним и западним силама, са САД и Кином. Са Вијетнамом је обновио и побољшао дипломатске односе тек после Вијетнамског рата, док је са Совјетским Савезом и данас Русијом, увек имао и има коректне односе. 2016, према подацима владе Тајланда, шест милиона људи је живело испод границе сиромаштва, али се процењује да је тај број много већи. Тајланд има јединствено државно уређење јер је унитарна парламентарна уставна монархија под војном хунтом. Тајланд је значајан извозник пољопривредних машина и добара у Азији, али и у свету, јер је велики извозник пиринча, соје и соја соса, као и тајландског чилија и бибера. Тајланд су колоквијално називали „Италијом Азије” и једина земља коју Европљани нису могли да колонизују у југоисточној Азији. Образовање у Тајланду је такво да је основна школа законом обавезна, деца са шест година крену у школу, потом уписују средњу школу, али после основне школе могу да раде. Бангкок је средиште универзитета и културе, град са највише могућности и најбољим стандардом и квалитетом живота од свих осталих у Тајланду, док други градови који су много мањи и по становништву и по површини и немају доста утицајних високо образованих установа, па зато Тајланђани уколико се не школују после средње школе, раде у угоститељству, туризму или у пољопривреди. Мушкарци више зарађују и политички су више ангажовани од жена. Жене у тајландској политици у последњих 30 година имају већи и значајнији утицај. Тајланд је познат по својој специфичној свили, од које се праве мараме за плажу, које носе и жене и мушкарци које се зову саронг или парео. У Тајланду има јако пуно страних и домаћих компанија које се баве телекомуникацијама, које се баве производњом телефона и електронике у других уређаја, и продајом некретнина због велике изградње инфраструктуре, поготову стамбених некретнина и локала за издавање простора нарочито у Бангкоку. Индустријска производња, металургија, пољопривреда, и туризам су водећи сектори економије. Међу АСЕАН земљама, Тајланд се рангира на другом месту по квалитету живота и ХДИ земље је подигнут на „висок“ ниво. Његова велика популација и растући економски утицај су га учинили средњом силом у региону и широм света.

## Административна подела
Тајланд је подељен у 76 провинција (จังหวัด, changwat), које су груписане у 5 група провинција по локацији. Постоје 2 дистрикта са специјалним статусом: главни град Бангкок (Крунг Теп Маха Након) и Патаја. Бангкок је на провинцијском нивоу и стога се често рачуна као провинција.
Свака провинција се дели у дистрикте и они се даље делу у под-дистрикте (tambons). Gодине 2006 било је 877 дистрикта (อำเภอ, amphoe) и 50 дистрикта Бангкока (เขต, khet). Неки делови провинција на граници са Бангкоком се сматрају ширим Бангкоком (ปริมณฑล, pari monthon). Те провинције су Нонтабури, Патум Тани, Самут Пракан, Након Патом и Самут Сакон. Име провинцијског главног града (เมือง, mueang) је исто као и име провинције. 

### Јужни регион
Тајланд је контролисао Малајско полуострво до крајњег југа Малака током 1400-их и држао већи део полуострва, укључујући Темасек (Сингапур), нека од Андаманских острва, и колонију на Јави, али се на крају повукао када су Британци користили силу да би гарантовали њихово сизеренство над султанатом.
Северне државе султаната су представљале годишње дарове тајландском краљу у облику златних цветова — гест признавања вазалства. Британци су интервенисали у Малајској држави и са Англо-Сијамским уговором покушали да изграде железничку пругу од југа до Бангкока. Тајланд се одрекао суверенитета над оним што су данас северне малајске провинције Кедах, Перлис, Келантан, и Теренггану у корист Британаца. Провинције Сатун и Патани су припале Тајланду.
Малајске полуострвске провинције су Јапанци окупирали током Другог светског рата. Оне су биле инфилтриране Малајском комунистичком партијом (ЦПМ) од 1942. до 2008. ЦПМ је изгубила подршку Вијетнама и Кине након културне револуције. Могуће је да су недавни побуњенички устанци наставак сепаратистичке борбе која је започела након Другог светског рата уз Сукарнову подршку за ПУЛО. Већина жртава од времена побуна су будистички и муслимански посматрачи.

## Међународни односи
Међународним односима Тајланда руководи министар спољних послова.
Таиланд у потпуности учествује у међународним и регионалним организацијама. Он је НАТО савезник, мада се налази на приоритетној је листи надгледања по основи Специјалног 301 извештаја Сједињених Држава. Земља је и даље активни члан АСЕАН (Асоцијације јужноисточних азијских нација). Тајланд је развио блиске везе са осталим члановима АСЕАН-а: Индонезијом, Малезијом, Филипинима, Сингапуром, Брунејима, Лаосом, Камбоџом, Бурмом, и Вијетнамом, чији министри спољних послова и економије одржавају годишње састанке. Регионална кооперација се одвија по питањима економије, трговине, банкарства, политике, и културе. Године 2003, Тајланд је служио као домаћин АПЕЦ (Азијске пацифичке економске кооперације). Др. Супацхаи Панитцхпакди, бивши заменик премијера Тајланда, тренутно служи као генерални секретар у Конференцији за трговину и развој Уједињених нација (УНЦТАД). Године 2005. представници Тајланда су присуствовали инаугуралном Источно азијском самиту.
Задњих година, Тајланд је имао све активнију улогу на међународној сцени. Кад је Источни Тимор стекао независност од Индонезије, Тајланд је по први пут у својој историји послао трупе за помоћ међународном мировном напору. Његове трупе су остале тамо као део УН мировних снага. Као део својих напора да побољша међународне везе, Тајланд је ступио у контакт за таквим регионалним организацијама као што су Организација америчких држава (ОАС) и Организација за безбедности и кооперацију у Европи (ОСЦЕ). Тајланд је допринео напорима за обнову у Авганистана и Ирака слањем трупа.
Таксин је иницирао преговоре ради остваривања неколико споразума о слободној трговини са Кином, Аустралијом, Бахреином, Индијом, и САД. Овај задњи споразум је посебно критикован, с тврдњама да неконкурентне Тајванске индустрије могу да буду уништене.
Таксин је исто тако најавио да ће Тајланд опростити страну помоћ, и да ће радити са земљама донаторима на помоћи у развоју суседа у широј Меконг подрегији. Таксин је покушао да стави Тајланд у позицију регионалног лидера, путем иницирања разних развојних пројеката у сиромашнијим суседним земљама, као што је Лаос. Више контроверзно је да је он успоставио блиске, пријатељске односе с бурманском диктатуром.
Тајланд је приступио инвазији Ирака предвођеној Сједињеним Државама, шаљући хуманитарни контингент са 423 војника. Трупе су повучене 10. септембра 2004. Два војника су погинула у Ираку у побуњеничким нападу.
Абхисит је именовао Касит Пиромyа лидера Народне алијансе за демократију за министра спољних послова. Априла 2009. је извио сукоб између тајванских и камбоџанских трупа на територији у непосредном суседству 900 година старих руина камбоџанског Преах Вихеар хиндуистичког храма у близини границе. Камбоџанска влада је тврдила да је њена армија убила најмање четири Тајванца и заробила десет, мада је Тајванска влада демантовала да су тајвански војници убијени или повређени. Два камбоџанска и три тајванска војника су погинула. Обе армије су окривљивале једна другу за почетак пуцања и порицале улазак туђу територију.